# دیوانخانه (باکو)
دیوانخانه (به ترکی آذربایجانی: Divаnхаnа) یک اثر باستانی می‌باشد، که به ابتکار و دستور شیروانشاه فرخ یسار روی سکوی پله‌دار مرتفع (استیلوبات)، در سمت شمال- غرب [کاخ شروان‌شاهان] در قرن ۱۵ میلادی بنا گردید.
چند حدسی دربارهٔ هدف استفاده از این ساختمان وجود دارد. تخمین زده می‌شود، که این ساختمان به عنوان دادگاه، مقر پذیرایی از مهمانان رسمی یا شورای دولت سرو می‌کرده یا آرامگاه بوده‌است.
با توجه به ویژگی‌های روش معماری و بخش نقش‌بندی‌های ناتمام، می‌شود اطمینان حاصل کرد، که ساخت تاریخ بنا به قرن ۱۵م. یعنی هنگام تسلط و استقرار ارتش صفویان در باکو بازمی‌گردد.
بنای دیوارخانه به صورت ساختمان مدور ساخته و با گنبدی دوازده ضلعی تکمیل می‌گردد. در انتهای راهروی هشت ضلعی یک تراس روباز قرار دارد. ۹ ستون دارای سقف و کف مخصوص به خود تکیه گاه طاق‌های ردیف شده ایوان در امتداد یک صف می‌باشد. دیوانخانه از دو ورودی از سمت‌های حیاط بالا و خیابان برخوردار است.

## تاریخ دیوانخانه

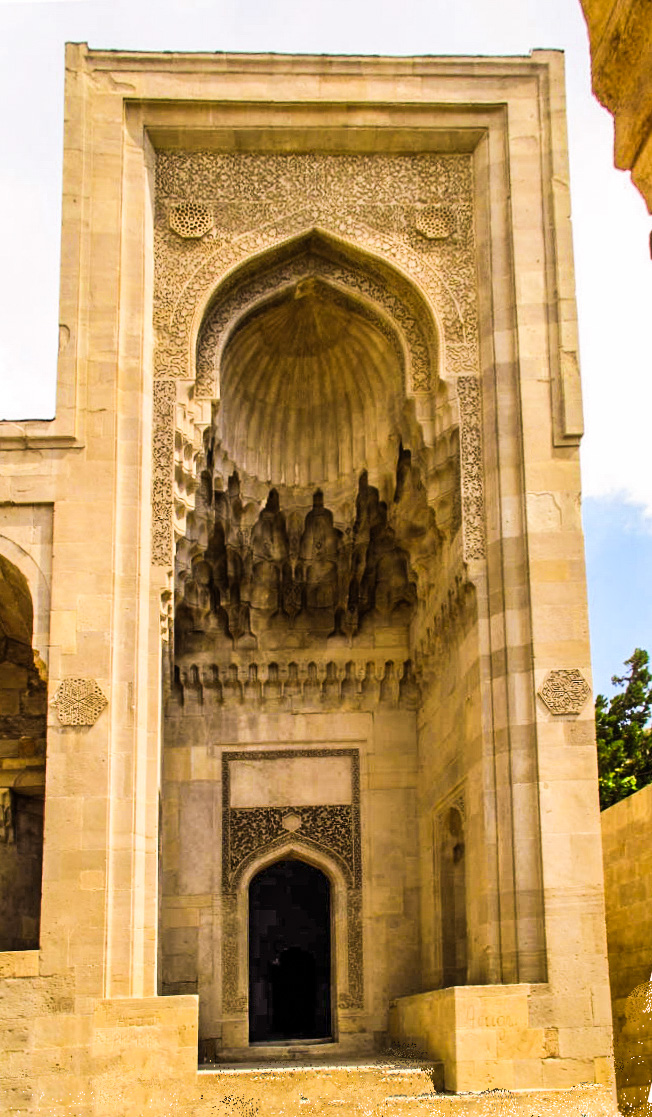
سردر دیوانخانه

بر پایهٔ پژوهش‌های «لئونید برتینسیک» و «سارا آشوربیگ‌لی» دیوانخانه به ابتکار و سفارش شروانشان «فرخ یسار» در قرن ۱۵م. ساخته شد. روی کلاه فرنگی عمارت کتیبه ای یک خطی به الفبای عربی وجود دارد، که پاک شده یا شاید شکسته و تا به حال از سوی هیچ‌کسی باشد.
هرچند که «م.و. سیسویف» مدعی ست، که روی آن کتیبه نام «خلیل‌الله یکم» به عنوان سفارش دهندهٔ ساخت بنا و تاریخ ساخت نیز سال ۸۳۲ هجری قمری (سال ۱۴۲۸–۲۹م) ذکر شده‌است، «سارا آشوربیگ‌لی» معتقد است خواندن این نوشته امکان‌ناپذیر است. بنابه عقیده برخی از پژوهشگران دیوانخانه در دوران گذشته بنا یادبود بوده‌است.
بر اساس برآوردی دیگر، این بنا را شروانشاه «فرخ یسار» به عنوان آرامگاه برای خود ساخته بود؛ ولی از آنجا که جنگ «جابانی» را در ۱۵۰۰م. به «قزلباشها» باخت و توسط آنها به آتش کشیده و کشته شد، جسد وی در این بنا تدفین نگردید.
در دیگر منبعی آمده‌است، که دیوانخانه به عنوان مقر پذیرایی رسمی از مهمانان و برگزاری جلسات شورای دولت سرو می‌نموده‌است. به‌طور کلی در مورد اینکه دیوانخانه برای چه منظوری مورد استفاده بوده‌است، تخمین‌های بسیار زیادی زده می‌شود.